# Hồng hoang
Hồng hoang (chữ Hán: 洪荒) là theo tôn giáo của con người là thời kỳ đầu tiên bắt đầu tạo ra vạn vật, nó mang nghĩa sơ khai.
Trong Thiên Chúa giáo là 7 ngày đức Chúa trời tạo ra vạn vật, ngày cuối cùng tạo ra con người.
Trong văn hóa Trung Quốc, thời hồng hoang là thời Bàn Cổ khai thiên. 
Còn ở Việt Nam là thời kỳ Lạc Long Quân và Âu Cơ mà theo tín ngưỡng Việt Nam thì họ là tổ tiên của dân tộc Việt.